# Gozdna železnica na Komarči
Gozdna železnica na Komarči je bila prometna pot za prevoz lesa iz obširnih gozdov izpod planine Viševnik (1615 mnm) do tovorne žičnice na Komarči.
Leta 1883 so zaradi velikih potreb po lesu na Gorenjskem (Kranjska industrijska družba KID na Jesenicah) zgradili gozdno žičnico od Blata pri Bohinjskem jezeru na Komarčo, kjer so nameravali v okolici posekati gozdove. Žičnica je bila v bistvu žična spuščalka brez lastnega pogona. Teža naloženih hlodov je potegnila prazen voziček navzgor od spodnje postaje proti gornji postaji žičnice, s posebno zavoro pa je naložen voziček uravnaval hitrost. Poseben problem pa je predstavljal dovoz lesa do zgornje postaje žičnice. Zato so proti planini Viševnik zgradili gozdno železnico.
Železnica na Komarči je bila zgrajena nadvse preprosto in poceni. Da bi prihranili stroške za zemeljska dela, so tirnice pribili na posebne lesene nosilce - imenovane - kobile, ki so ponekod segali tudi do 17 m visoko. Proga je bila speljana od zgornje postaje žičnice z enakomirnim vzponom v gozd. Gozdni delavec je hodil po deskah položenih med tiri in potiskal tovorni vagonček pred seboj. V gozdu so vagonček naložili z lesom, nato pa se je voznik spustil z njim samotežno do žičnice. Da vožnja ne bi bila zaradi hitrosti prenevarna je zaviral z lesenim drogom, tako da je le tega tiščal ob eno od koles.
Danes ni povsem znano kolikšna je bila dejanska dolžina proge in število vagončkov, ki so po njej prevažali les. Gospod Brate v knjigi Gozdne železnice na Slovenskem predpostavlja, da je bila proga dolga nekaj nad enim kilometrom s tirno širino okoli enega metra, in da so na njej obratovali trije, največ štirje vagončki. Vagončki so bili leseni, le kolesa, osi, okovje in ležaji so bili kovinski.
Ko so gozd izsekali, so železnico kot tudi tovorno žičnico ustavili. Vse naprave so leta 1900 podrli in odstranili. O železnici se v današnjih dneh ne najde več nobenih materialnih dokazov.